# Ufficiali del regno di Gerusalemme

Stemma del Regno di Gerusalemme (1099-1291)

Gli ufficiali del Regno di Gerusalemme erano funzionari dell'apparato pubblico dello Stato crociato: il connestabile, il maresciallo, il siniscalco, il ciambellano – noti come Grandi Uffici – il maggiordomo e il cancelliere. Ad essi si aggiunsero i balivi, i visconti e i castellani.
Tali uffici furono mutuati dagli apparati burocratici vigenti nella Francia settentrionale dell'XI secolo, patria d'origine dei primi re di Gerusalemme. Mentre in Europa queste figure passarono attraverso numerose evoluzioni, a Gerusalemme il loro sviluppo fu molto più lento o del tutto assente. Qui assunsero caratteristiche e ruoli differenti rispetto agli omologhi europei.
Di seguito sono riportati gli elenchi dei personaggi che ricoprirono tali cariche. Si tratta di liste necessariamente incomplete, poiché talvolta i nomi o le date dei vari ufficiali sono rimasti sconosciuti. Dopo la caduta del regno di Gerusalemme i titoli furono spesso conferiti a scopo onorifico dai sovrani di Cipro.

## Connestabili
Il connestabile era il comandante dell'esercito, incaricato di provvedere al pagamento dei mercenari e a giudicare le cause di 
pertinenza militare. Questi era il più alto ufficiale del regno, a causa dello stato di perenne conflittualità fra i cristiani e i musulmani. Ufficialmente, il connestabile era il comandante in seconda dell'esercito, nel quale svolgeva funzioni di polizia e 
comandava un'armata grande il doppio delle altre. Inoltre, i connestabili determinavano i confini del regno . Durante l'incoronazione del sovrano, il connestabile era chiamato a tenere le redini del cavallo del re.
- Simone (1108-1115)
- Ugo Caulis (c. 1120)
- Eustachio Grenier (c. 1123-1123)
- Guglielmo I di Bures (1123-1141?)
- Manasse di Hierges (1144-1151)
- Umfredo II di Toron (1152-1179)
- Amalrico di Lusignano (1179-1194)
- Giovanni di Ibelin (1194-1205)
- Gualtiero di Montbéliard (1206-1211)
- Oddone di Montbéliard (1220-1244)
- Filippo di Montfort (c. 1244)
- Giovanni di Ibelin (1251-1258)
- Guglielmo di Botron (1258-1262)
- Baliano di Arsuf (1268-1277)
- Riccardo di Neublans (c. 1277)
- Simone di Montolif (c. 1284?)
- Baldovino di Ibelin (c. 1286)
- Amalrico II di Lusignano (1285-1300)
- Filippo di Brunswick-Grubenhagen (c. 1359?)
- Pietro di Lusignano (c. 1415?)

## Marescialli
Il maresciallo era il comandante in seconda del connestabile e, in un certo senso, suo vassallo. Aveva il compito di guidare i mercenari ed era responsabile dei cavalli dell'esercito. A lui spettava distribuire il bottino dopo una battaglia vittoriosa . Il giorno dell'incoronazione il maresciallo assisteva il connestabile.
- Sado (1125-1154)
- Oddone di Saint Amand (1155-1156)
- Joscelin III di Edessa (1156-1159)
- Guglielmo (1159-1171)
- Gerardo di Pugi (1169-1174)
- Giovanni (circa 1179)
- Gerardo di Ridefort (circa 1179)
- Gualtiero Durus (1185-1192)
- Ugo Martin (c. 1191)
- Arnulf (circa 1193)
- Giovanni (1194-1200)
- Ademaro di Lairon (circa 1206)
- Giacomo di Dournai (1211-1217)
- Filippo di Cossie (circa 1250)
- Goffredo di Sargines (circa 1254)
- Giovanni di Gibelet (1261-1262)
- Guglielmo Canet (1269-1273)
- Giacomo Vidal (circa 1277)

## Siniscalchi
L'ufficio di siniscalco non raggiunse mai la preminenza del corrispondente europeo, ma fu comunque di grande importanza. Il siniscalco organizzava la cerimonia d'incoronazione, presiedeva l'Alta Corte in assenza del re, amministrava i castelli reali e gestiva le finanze e le rendite regie. Il potere dei siniscalchi si esercitava solo nei confronti dei visconti ma non dei castellani . Durante le incoronazioni il siniscalco reggeva lo scettro del sovrano e si occupava di sovrintendere all'intera cerimonia.  
- Ugo di Saint Omer (c. 1100-1104)
- Gervaso (circa 1104)
- Ugo Chostard (circa 1112)
- Anscherio (circa 1122?)
- Isacco (circa 1149)
- Giovanni (circa 1151)
- Guido le François (c. 1164)
- Milo di Plancy (circa 1168-1174)
- Raffaele (circa 1176)
- Joscelin III di Edessa (1176-1190)
- Oberto Nepote (1187-1192?)
- Raffaele di Tiberiade (1194-1220)
- Raimondo di Gibelet (circa 1240)
- Baldovino di Ibelin (circa 1256)
- Goffredo di Sargines (1254-1267?)
- Roberto di Cresque (circa 1269)
- Giovanni I di Grailly (1272-1276)
- Oddone Pelechin (circa 1277)
- Filippo di Ibelin (?-?)

### Siniscalchititolari
- Leone di Lusignano (17 ottobre 1372-1373)

## Ciambellani
Il ciambellano amministrava le tenute del sovrano e la relativa servitù, oltre a ricoprire incarichi onorifici come la gestione dei giuramenti . Il giorno dell'incoronazione il ciambellano presiedeva alla vestizione del re. Al ciambellano era assicurato un feudo dal quale ricavava il proprio compenso.
- Strabulone (circa 1099)
- Goffredo (circa 1099)
- Gerardo (1108-1115)
- Giovanni (1119-1128)
- Raffaele (1129-1130)
- Joscelin (c. 1138)
- Milone (circa 1138)
- Nicola (1150-1152)
- Gauvain de la Roche (circa 1156)
- Gerardo di Pugi (circa 1169)
- Amalrico di Lusignano (1175-1178)
- Giovanni (circa 1179)
- Raimondo (circa 1184)
- Baliano di Ibelin (1183-1185)
- Tommaso (1190-1197)
- Enrico di Canelli (circa 1192)
- Giovanni (circa 1194)
- Roardo di Caifa (1201-1220)
- Renato di Caifa (1230-1232)
- Giovanni di Cossie (1232-1250)
- Filippo di Cossie (1250-1269)

## Maggiordomi
Il maggiordomo aveva in carico la mensa reale e l'amministrazione dei vigneti del regno .
- Vinrico (c. 1099)
- Gervaso (c. 1107)
- Pagano (1120-1136)
- Roberto Crispino (1145-1146)
- Oddone di Saint Amand (1164-1167)
- Milone (1185-1186)

## Cancellieri
Il cancelliere redigeva gli atti e i documenti e gestiva il servizio diplomatico del regno . Le dimensioni dell'ufficio di cancelleria rimasero sostanzialmente ridotte, limitate a pochi segretari e scribi, a differenza di quanto avvenne in Europa, dove assunse le dimensioni di un vasto apparato burocratico e amministrativo.  Questa carica era spesso ricoperta da chierici, che non di rado diventavano vescovi o arcivescovi, talvolta continuando a occupare l'incarico. La relativa marginalità della figura del cancelliere riflette l'altrettanto relativa decentralizzazione dell'autorità regia rispetto ad altre monarchie contemporanee quali quella inglese o francese, dotate di una maggiore centralizzazione.
- Arnoul (?-?)
- Pagano (1115-1128)
- Amelino (c. 1130)
- Franco (1133-1135?)
- Elia (1136-1142)
- Raul o Radolfo vescovo di Betlemme (1146-1174)
- Federico arcivescovo di Tiro (circa 1150)
- Guglielmo, arcivescovo di Tiro (1174-1183)
- Lamberto (circa 1177)
- Bandino (per Corrado del Monferrato (de jure Corrado I dal 1190), a Tiro) (1188-1192)
- Pietro, vescovo di Tripoli (1185-1192)
- Oddone (circa 1190)
- Ioscio di Tiro (1192-1200)
- Raffaele, vescovo di Sidone (1206-1212)
- Simone, arcivescovo di Tiro (1226-1227)
- Maregnano (circa 1234)

## Balivi
Il balivo (o balì) era un ufficiale giudiziario che amministrava il regno in assenza del re o durante la sua minorità con funzioni di reggente - ad esempio durante la prigionia di Baldovino II o la minorità e poi la malattia di Baldovino IV. Nel XIII secolo il balivo governava come un vero e proprio re e figurava come l'uomo più potente del regno, soprattutto nel periodo in cui i sovrani erano prevalentemente stranieri e non risiedevano stabilmente nel territorio dello stato.
- Eustachio de Grenier (1123)
- Guglielmo I di Bures (1123-1124)
- Milone di Plancy (1173)
- Raimondo III di Tripoli (1173-1177)
- Rinaldo di Châtillon (1177)
- Guido di Lusignano (1183-1185)
- Raimondo III di Tripoli (1186)
- Giovanni di Ibelin (1206-1210)
- Ugo di Montbéliard (1223-1227)
- Tommaso di Calan (1227-1228)
- Ugo di Montbéliard (1228-1240) (con Baliano di Sidone, 1229-1239, e Gualtiero Penenpié, 1240)
- Giovanni di Ibelin (1246-1248)
- Giovanni Fainon (1248-1249)
- Giovanni di Ibelin (1249-1254)
- Giovanni di Ibelin il giurista (1254-1256)
- Giovanni di Ibelin (1256-1258) (lo stesso che aveva ricoperto la carica dal 1246 al 1248)
- Goffredo di Sargines (1259-1261)
- Baliano di Ibelin (1276-1277)
- Ruggero di Saint Severin (1277-?)
- Filippo di Ibelin (1286-?)

## Visconti e Castellani
Questi due uffici furono tenuti spesso da una sola persona, altre volte furono ripartiti fra due titolari. Non di rado uno dei due rimase vacante. Erano di nomina regia ed occupavano la Torre di Davide, ma le loro mansioni specifiche sono in gran parte sconosciute, probabilmente perché non rivestivano grande importanza. Uno dei compiti del visconte era quello di arrestare i criminali e amministrare la giustizia nelle corti di basso rango. Come l'ufficio di maggiordomo, anche quelli di visconte e castellano non sono sopravvissuti allo spostamento della capitale a San Giovanni d'Acri.
- Anselmo (castellano, circa 1110)
- Pisellus (visconte, circa 1110)
- Ascatino (visconte, 1120-1135?)
- Roardo il Vecchio (entrambe le cariche?, 1135?-1150?)
- Arnoul (visconte, 1155-1181?)
- Oddone di Saint Amand (entrambe le cariche?, circa 1160)
- Roardo il Giovane (castellano, 1165-1177?)
- Pietro di Creseto (castellano, circa 1173?)
- Baliano di Giaffa (castellano, circa 1178)
- Pietro di Creseto (castellano, circa 1178)